# Theodóra bizánci császárnő
Nem összetévesztendő a következővel: Theodóra bizánci császárné.
Theodóra (ógörögül: Θεοδώρα, Konstantinápoly, 984 – Konstantinápoly, 1056 szeptembere) a Bizánci Birodalom császára (uralkodott 1042. április 20-ától haláláig), VIII. Kónsztantinosz lánya, Zóé császárnő testvére, a Makedón-dinasztia utolsó tagja volt.

## Élete
Nővére 1028-as trónöröklését követően annak kérésére apácának vonult, ám amikor 1042-ben V. Mikhaél megpróbálta letenni Zóét, a népharag megbuktatta, és ezúttal az egyházi támogatást élvező Theodórát is trónra tették. Theodóra a rövidesen IX. Kónsztantinoszt férjévé és társuralkodójává emelő testvéréhez hasonlóan nem játszott aktív szerepet a birodalom irányításában Kónsztantinosz 1055. január 11-én bekövetkezett haláláig. Ekkor az idős Theodóra egyeduralkodóvá lépett elő.
Theodóra váratlan módon ekkor sem házasodott össze vagy adoptált valakit, hanem egymaga vette kezébe a birodalom irányítását. Kónsztantinosz számos megbízhatatlan emberét leváltotta, és több potenciális trónkövetelőt és magas rangú tábornokot száműzött. Főminiszteréül a tehetséges León Paraszpondüloszt nevezte ki. A császárnő még a hatalmas konstantinápolyi pátriárkával, Mikhaél Kérullariosszal is szembehelyezkedett a házasság kérdésében, egyenesen utóbbi leváltását tervezgette, amikor másfél éves országlást követően megbetegedett. Halála előtt örökbe fogadta kiszemelt utódját, az idős Mikhaél Bringasz katonai logothetészt. A gyermektelen Theodóra halálával 1056 szeptemberében kihalt a 866 óta uralkodó Makedón-dinasztia.

## Lásd még
Monomakhosz-korona

## Külső hivatkozások
- Georg Ostrogorsky: A bizánci állam története. Budapest, Osiris, 2003. ISBN 963-389-383-6
- Magyar István Lénárd: Bizánc a makedón dinasztia idején. In: Európa ezer éve: a középkor. (I. kötet) Szerk.: Klaniczay Gábor. Budapest, Osiris, 2005. pp. 282–288

| Előző uralkodó: Zóé és IX. Kónsztantinosz | Bizánci császár 1042 – 1056 | Következő uralkodó: VI. Mikhaél |